# Joseph Fitzgerald
Joseph Fitzgerald (né le 10 octobre 1904 à Brighton (Boston) et mort le 20 mars 1987 à Needham (Massachusetts)) est un hockeyeur sur glace américain. Lors des Jeux olympiques d'hiver de 1932 disputés à Lake Placid, il remporte la médaille d'argent.

## Palmarès
- Médaille d'argent aux Jeux olympiques de Lake Placid en 1932